# 右安德里阿諾夫卡河
右安德里阿諾夫卡河是俄羅斯的河流，位於堪察加半島，河道全長約20公里，河水主要來自融雪和雨水，最終注入安德里阿諾夫卡河，是虹鱒和遠東紅點鮭的棲息地。